# César Ardavin
César Fernández Ardavín (Madrid, 22 luglio 1923 – Boadilla del Monte, 7 settembre 2002) è stato un regista e sceneggiatore spagnolo.

## BIOGRAFIA
HA VINTO L'ORSO D'ORO AL FESTIVAL DI BERLINO NEL 1960 CON LAZARILLO DE TORMES.

## Filmografia
- La llamada de África (1952)
- ¿Crimen imposible? (1954)
- L'ultima notte d'amore (La puerta abierta) (1957)
- Berlino l'inferno dei vivi (...Y eligió el infierno) (1957)
- Lazarillo de Tormes (El lazarillo de Tormes) (1959)
- Ballet español (1960)
- Festival (1961)
- Cerca de las estrellas (1962)
- Viaje fantástico en globo (1964)
- Quijote ayer y hoy (1965)
- Cartas de un peregrino (1965)
- La frontera de Dios (1965)
- Saulo de Tarso (1966)
- San Pablo en el arte (1966)
- Tour Espagne (1967)
- Pasaporte para la paz (Postales de España) (1967)
- Viaje por Aranjuez (1968)
- Lladró: porcelanas de hoy (1968)
- El turismo de don Pío (1968)
- Yantares de España (1969)
- La Celestina (1969)
- Hembra (1970)
- Por caminos de Castilla (1971)
- Memorias de un pájaro (1971)
- Los amores de Pío (1971)
- Objetivo: seguridad (1973)
- El muestrario (1973)
- El escaparate (1973)
- No matarás (1975)
- Tierras de vino (Sol en botellas I) (1976)
- Las últimas postales de Stephen (1976)
- Airiños (1976)
- Donna perfetta (Doña Perfecta) (1977)
- Guía de Santiago de Compostela (1977)
- La mujer en Goya (1977)
- Toque de alba (1977)
- La medalla hoy (1978)
- Geografía de La Mancha (1978)
- Cales y cantos (La Mancha III) (1978)
- Atlántida (El mundo de Manuel de Falla II) (1978)
- Arte actual U.S.A. (1978)
- Andaduras de Don Quijote (La Mancha IV) (1978)
- Marinas (1978)
- Senza buccia (1978)
- Los fantasmas del taller (Porcelanas de hoy) (1979)